# Shahmansur-moskee
De Shahmansur-moskee is een moskee in Doesjanbe, de hoofdstad van Tadzjikistan.
De moskee werd aan het begin van de 20e eeuw gebouwd door de voormalige bewoners van het dorp Shahmansur, dat later één van de districten van de stad Doesjanbe werd. Aanvankelijk was de oppervlakte van de moskee niet groot en in de jaren vijftig werd met steun van de bevolking de binnenplaats van de moskee uitgebreid. In 1997 werd de moskee door een brand verwoest. In 1998 werd opnieuw begonnen met de bouw van de moskee en begin 2007 was de bouw voltooid. Het gebouw heeft 2 verdiepingen en een vierkant terras.